# Allochtonië
Allochtonië is een fictief land, alwaar zogenoemde allochtonen wonen of vandaan komen. Het is een land dat voorkomt in de bundel columns Shirley in Allochtonië van de Surinaams-Nederlandse schrijver Clark Accord en in het boek van Toine Heijmans, Allochtonië: Migranten in Nederland, een selectie en bundeling van artikelen die in de periode 2000-2002  in de Volkskrant verschenen over werknemers van Turkse- en Marokkaanse afkomst in Nederland, hun kinderen, migratie en integratie.